# گلخانی (نیمروز)
گلخانی، روستایی در دهستان گلخانی بخش صابری شهرستان نیمروز در استان سیستان و بلوچستان ایران است. این روستا، مرکز دهستان گلخانی است.

## جمعیت
بر پایه سرشماری عمومی نفوس و مسکن در سال ۱۳۹۵، جمعیت این روستا برابر با ۲٬۰۶۴ نفر (۵۰۱ خانوار) بوده‌است.